# Gaspéit
Gaspéit ist ein selten vorkommendes Mineral aus der Mineralklasse der „Carbonate (und Verwandte)“ mit der idealisierten chemischen Zusammensetzung Ni[CO3] und damit chemisch gesehen ein Nickel(II)-carbonat.
Gaspéit kristallisiert im trigonalen Kristallsystem und entwickelt nur kleine, rhombische Kristalle bis etwa 0,6 mm Länge mit einem glasähnlichen Glanz auf den Oberflächen. Allgemein findet er sich in traubig-nierigen bis massigen und erdig matten Mineral-Aggregaten von hellgrüner, grasgrüner bis olivegrüner Farbe. Die Strichfarbe ist ähnlich, aber eher gelbgrün.

## Etymologie und Geschichte
Entdeckt wurde das Mineral von Mitarbeitern der New Jersey Zinc Exploration Co. (Canada), Ltd., die in der Gemeinde Lemieux im Norden des Bezirks Gaspé auf der Halbinsel Gaspésie in der kanadischen Provinz Quebec Erkundungen am dort anstehenden kieselhaltigen Dolomit durchführte. In einer massiven Gesteinsader fiel ihnen ein ungewöhnlich hellgrünes Mineral auf, das zur Untersuchung  an die Forschungsabteilung der New Jersey Zinc Company in Palmerton, Pennsylvania geschickt wurde. Die Analyse führten Donald W. Kohls und John Landon Rodda durch, die feststellten, dass es sich bei dem Material um ein bisher unbekanntes Nickel-Magnesium-Eisen-Carbonat handelte.
Kohls und Rodda benannten das neu entdeckte Mineral nach dessen Typlokalität und sandten ihre Untersuchungsergebnisse und den gewählten Namen 1965 zur Prüfung an die International Mineralogical Association (interne Eingangsnummer der IMA: 1965-029), die den Gaspeit (zunächst noch ohne Akut über dem ‚e‘) als eigenständige Mineralart anerkannte. Die Anerkennung wurde allerdings erst 1969 in einem Sammelartikel zur Vorstellung Neuer Mineralnamen veröffentlicht. Die Erstbeschreibung wurde bereits 1966 im Fachmagazin American Mineralogist publiziert.
Das Typmaterial des Minerals wird im National Museum of Natural History (NMNH) in Washington, D.C. (USA) unter der Inventarnummer 119544 und in der Mineralogischen Sammlung der University of British Columbia (UBC) in Vancouver (Kanada) unter der Inventarnummer S-75-4222 aufbewahrt.

## Klassifikation
In der veralteten 8. Auflage der Mineralsystematik nach Strunz gehörte der Gaspéit zur Mineralklasse der „Nitrate, Carbonate und Borate“, Unterklasse „Carbonate“, und dort zur Abteilung „Wasserfreie Carbonate ohne fremde Anionen“, wo er gemeinsam mit Calcit, Magnesit, Otavit, Rhodochrosit, Siderit, Smithsonit und Sphärocobaltit sowie im Anhang mit Vaterit in der „Calcit-Gruppe“ mit der Systemnummer Vb/A.02 steht.
In der zuletzt 2018 überarbeiteten Lapis-Systematik nach Stefan Weiß, die formal auf der alten Systematik von Karl Hugo Strunz in der 8. Auflage basiert, erhielt das Mineral die System- und Mineralnummer V/B.02-080. Dies entspricht ebenfalls der Abteilung „Wasserfreie Carbonate [CO3]2−, ohne fremde Anionen“, wo Gaspéit zusammen mit Calcit, Magnesit, Otavit, Rhodochrosit, Siderit, Smithsonit, Sphärocobaltit und Vaterit die „Calcitgruppe“ mit der Systemnummer V/B.02 bildet.
Die von der IMA zuletzt 2009 aktualisierte 9. Auflage der Strunz’schen Mineralsystematik ordnet den Gaspéit in die neu definierte Klasse der „Carbonate und Nitrate“ (die Borate bilden hier eine eigene Klasse), dort aber ebenfalls in die Abteilung „Carbonate ohne zusätzliche Anionen; ohne H2O“ ein. Diese ist allerdings weiter unterteilt nach der Zugehörigkeit der beteiligten Kationen zu bestimmten Elementgruppen. Das Mineral ist hier entsprechend seiner Zusammensetzung in der Unterabteilung „Erdalkali- (und andere M2+) Carbonate“ zu finden, wo es zusammen mit Calcit, Magnesit, Otavit, Rhodochrosit, Siderit, Smithsonit und Sphärocobaltit die „Calcitgruppe“ mit der Systemnummer 5.AB.05 bildet.
In der vorwiegend im englischen Sprachraum gebräuchlichen Systematik der Minerale nach Dana hat Gaspéit die System- und Mineralnummer 14.01.01.08. Das entspricht wie in der veralteten Strunzschen Systematik der Klasse der „Carbonate, Nitrate und Borate“ und dort der Abteilung „Wasserfreie Carbonate“. Hier findet er sich innerhalb der Unterabteilung „Wasserfreie Carbonate mit einfacher Formel A+CO3“ in der „Calcitgruppe (Trigonal: R3c)“, in der auch Calcit, Magnesit, Siderit, Rhodochrosit, Sphärocobaltit, Smithsonit und Otavit eingeordnet sind.

## Chemismus
In der idealen, stoffreinen Zusammensetzung von Gaspéit (NiCO3) besteht das Mineral im Verhältnis aus je einem Teil Nickel (Ni) und Kohlenstoff (C) und drei Teilen Sauerstoff (O) pro Elementarzelle. Dies entspricht einem Massenanteil (Gewichtsprozent) von 49,45 Gew.-% Ni, 10,12 Gew.-% C und 40,43 Gew.-% O.
Gaspéit bildet allerdings eine lückenlose Mischreihe mit Magnesit (MgCO3). Natürliche Gaspéite enthalten daher meist einen geringen Anteil an Magnesium, welches das Nickel in der Formel ersetzt (substituiert). In verschiedenen Quellen wird entsprechend oft die Mischformel (Ni,Mg)CO3 angegeben. Das untersuchte Typmaterial aus Gaspé enthielt zusätzlich formelrelevante Beimengungen von Eisen, das ebenfalls Magnesium vertreten kann. Daher wurde die ursprüngliche Formel mit (Ni,Mg,Fe)(CO3) angegeben.
Die von der IMA anerkannte Formel entspricht allerdings der oben angegebenen Endgliedformel.

## Kristallstruktur
Gaspéit kristallisiert trigonal in der Raumgruppe R3c (Raumgruppen-Nr. 167) mit den Gitterparametern a = 4,61 Å und c = 14,74 Å sowie 6 Formeleinheiten pro Elementarzelle.

## Eigenschaften
Gaspéit ist unlöslich in Wasser und nur sehr schwach löslich in Salpetersäure und Salzsäure.

## Bildung und Fundorte

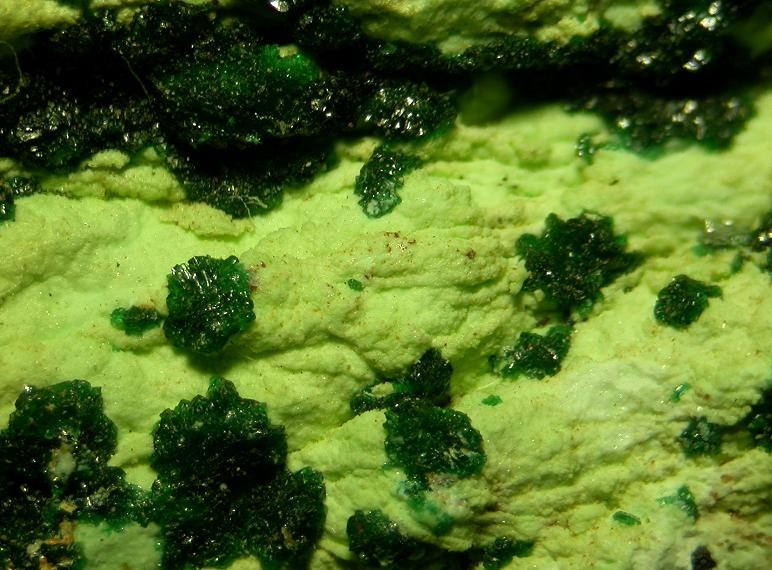
Gaspéit (hellgrün) mit Gillardit (dunkelgrün) aus 132 North, Widgiemooltha, Western Australia (Sichtfeld 4 mm)

Gaspéit bildet sich als seltenes Sekundärmineral in nickelsulfidhaltigen Adern in metamorph umgewandeltem kieselsäurehaltigen Dolomitgestein, möglicherweise auch als Umwandlungsprodukt in nickelreichen Meteoriten. Begleitminerale sind unter anderem Annabergit, Antigorit, Bunsenit, Chrysotil, Dolomit, Gersdorffit, Glaukosphärit, Heazlewoodit, Jamborit, Liebenbergit, Magnesit, Mcguinnessit, Millerit, Nickelin, Nimit, Pecorait, Polydymit, Siderit, Spinell, Trevorit und Violarit.
Als seltene Mineralbildung konnte Gaspéit nur an wenigen Orten nachgewiesen werden. Weltweit sind bisher rund 30 Vorkommen dokumentiert (Stand 2025). Seine Typlokalität auf der Halbinsel Gaspésie in Quebec ist dabei der bisher einzige bekannte Fundort in Kanada.
In Deutschland konnte das Mineral bisher nur im Wechselschacht bei Süß und der Grube Wilhelm in der hessischen Gemeinde Nentershausen gefunden werden.
Weitere Fundorte liegen unter anderem auf Tasmanien und in Western Australia in Australien, bei Duboštica in Bosnien und Herzegowina, der Kupfer-Lagerstätte Pulang im autonomen Bezirk Dêqên in China, in der „Km-3 Mine“ bei Lavrio (Laurion) in der griechischen Region Attika, in der „Monteponi Mine“ bei Iglesias auf der italienischen Insel Sardinien, in der „Nakauri Mine“ bei Shinshiro auf der japanischen Insel Honshū, in der „Kempirsai Cr Lagerstätte“ bei Aqtöbe in Kasachstan, in der „Damba Lagerstätte“ bei Gweru in Simbabwe, in der „Eugenia Mine“ bei Bellmunt del Priorat in der spanischen Provinz Tarragona, am Mabilikewe (Limpopo) und bei Bon Accord (Mpumalanga) in Südafrika, im Gebiet um Haneti-Itiso im Distrikt Chamwino in Tansania sowie in der Red Pit Mine und der Wood's Chrome Mine im Lancaster County des US-Bundesstaates Pennsylvania.